# Isn't It Time
Isn't It Time е песен, изпълнявана от английската група Бейбис през 1977 г. и издадена в албума Broken Heart. Написана е не от членове на групата, а от бас китариста Джак Конрад и Рей Кенеди, и е представена на публиката като песен с характерно встъпление с пиано. То се изпълнява от Майкъл Корби и преминава към откриващото вокално изпълнение на фронтмена Джон Уейт.